# Al-Qalam
Pour les articles homonymes, voir Qalam (homonymie).
Al-Qalam (en arabe : سُورَةُ ٱلْقَلَمِ, en français : La Plume) est le nom traditionnellement donné à la 68e sourate du Coran, le livre sacré de l'islam. Elle comporte 52 versets. Rédigée en arabe comme l'ensemble de l'œuvre religieuse, elle fut proclamée, selon la tradition musulmane, durant la période mecquoise.

## Origine du nom
Bien que le titre ne fasse pas directement partie du texte coranique, la tradition musulmane a donné comme nom à cette sourate La Plume, en référence au contenu du premier verset : « 1. Nûn.
Par le Calame et ce qu’ils écrivent ! ».

## Historique
Il n'existe à ce jour pas de sources ou documents historiques permettant de s'assurer de l'ordre chronologique des sourates du Coran. Néanmoins selon une chronologie musulmane attribuée à Ǧaʿfar al-Ṣādiq (VIIIe siècle) et largement diffusée en 1924 sous l’autorité d’al-Azhar,, cette sourate occupe la 2e place. Elle aurait été proclamée pendant la période mecquoise, c'est-à-dire schématiquement durant la première partie de l'histoire de Mahomet avant de quitter La Mecque. Contestée dès le XIXe par des recherches universitaires, cette chronologie a été revue par Nöldeke,, pour qui cette sourate est la 18e.
L’exégèse traditionnelle considère que cette sourate est la seconde plus ancienne sourate du Coran après la sourate 96. Ils se basent sur des similarités qui « ne vont pourtant pas de soi ».
Cette sourate est, à l’évidence, composite. Cette sourate est formée de trois sections, la première (v.1-16 et 34-47) étant la plus ancienne. Par-dessus se sont greffées deux autres sections.

## Interprétations

### Versets 17-34: la parabole des maîtres du jardin
Cet ensemble forme une unité de sens, du genre de la parabole. Elle décrit un jardin dont les maîtres espèrent une subsistance mais qui est soudainement dévasté. L’identité des protagonistes n’est pas explicitée dans le texte.
Les exégètes musulmans ont voulu y voir une évocation des Mecquois et d’un jardin spécifique proche de Sanaa. Bell considère cela comme improbable et y voit davantage une référence à la parabole du riche insensé (Évangile selon Luc). Tor Andrae y voit davantage une allusion à une parabole présente dans une chronique syriaque.
Le verset 18 a été traduit par les traducteurs musulmans comme signifiant que les maîtres ne disaient pas « si Dieu le veut ». Bell le traduit comme le fait qu’ils ne laissaient rien aux pauvres et Blachère par « sans [rien] excepter ».
La morale se trouve dans les derniers versets.

Texte de la sourate (Coran datant de 1874)
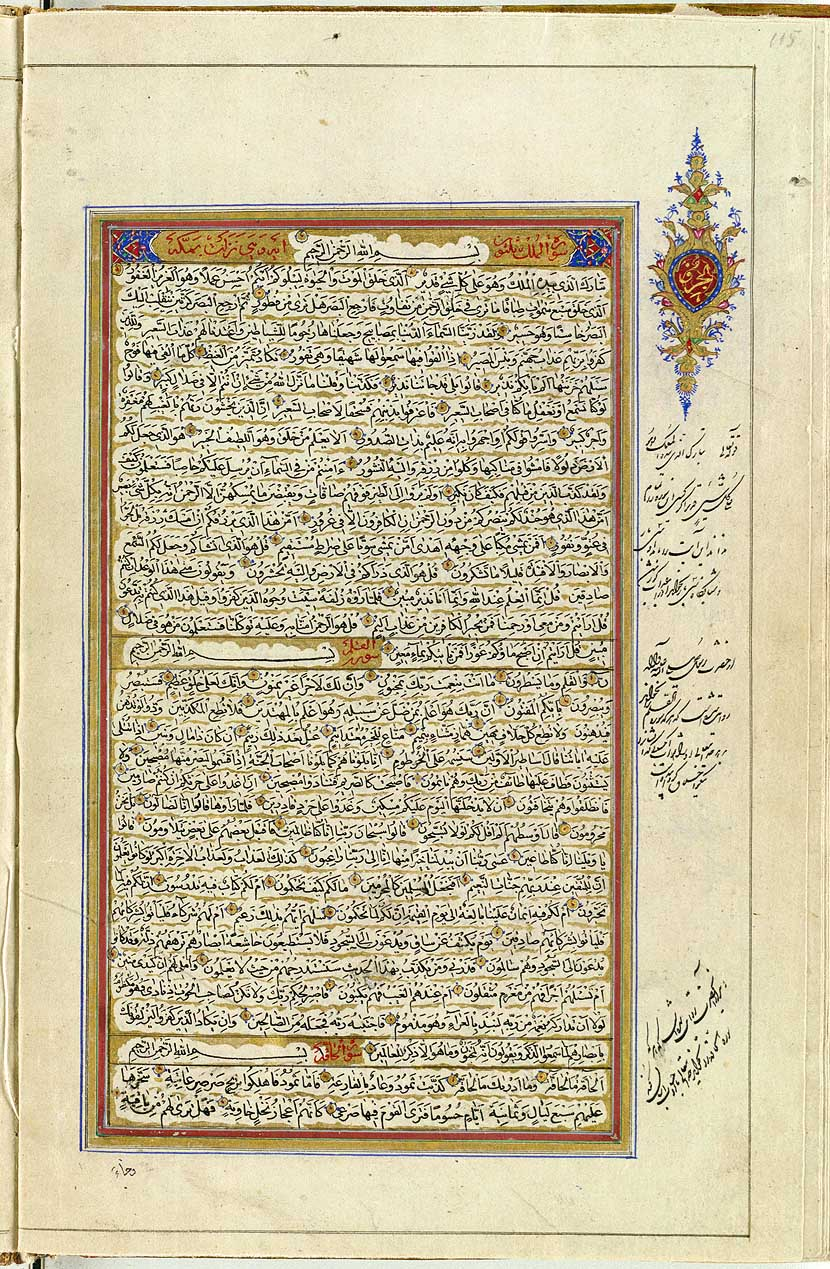